# ポアンカレの定理
古典力学において、ポアンカレの定理（—のていり、英: Poincaré's theorem）は可積分系に摂動が加わると一般に非可積分系となることを述べる定理である。三体問題を解析的に解くことが不可能であることを示すためにアンリ・ポアンカレによって19世紀末に導かれた。

## 定理
ハミルトン力学において、系の自由度に等しい数の独立な運動の積分が存在し、それらが互いにポアソン可換であるとき、この系は可積分系と呼ばれ解を求積法によって求めることができる（リウヴィルの定理）。特に、{\displaystyle n} 自由度系においてこれらの積分 {\displaystyle \Phi _{1}}, {\displaystyle \Phi _{2}}, ..., {\displaystyle \Phi _{n}} がそれぞれ一定値を取る超曲面
{\displaystyle \Phi _{s}=\mathrm {Const.} }
が連結かつコンパクトであり、その上で勾配 {\displaystyle \nabla \Phi _{s}} が一次独立であるならば、この超曲面は {\displaystyle n} 次元トーラス {\displaystyle \mathbb {T} ^{n}} と微分同相であり、トーラスの自然な座標 {\displaystyle {\boldsymbol {\theta }}} と正準共役な変数 {\displaystyle \mathbf {J} } が存在し、ハミルトニアン {\displaystyle H_{0}} を {\displaystyle H_{0}=H_{0}(\mathbf {J} )} という形に表示することができる（リウヴィル＝アーノルドの定理）。このような正準座標 {\displaystyle (\mathbf {J} ,{\boldsymbol {\theta }})} を作用・角変数と呼び、このとき運動方程式は振動数ベクトル {\displaystyle {\boldsymbol {\omega }}=\partial H_{0}/\partial \mathbf {J} } を用いて
{\displaystyle {\frac {d\mathbf {J} }{dt}}=0,\ \ {\frac {d{\boldsymbol {\theta }}}{dt}}={\boldsymbol {\omega }}}
と書ける。この方程式はただちに解け、従って可積分系は一般に求積可能である。
ポアンカレの定理は、可積分系に摂動が加わったとき、その系（近可積分系と呼ばれる）が依然として可積分系になるかどうかを扱ったものである。近可積分系はしばしば摂動論を用いて取り扱われるが、古典力学における正準摂動論は多自由度系 {\displaystyle n\geq 2} の場合には小分母の問題と呼ばれる問題が存在する。摂動論によって得られた摂動級数の各項はフーリエ級数
{\displaystyle \sum _{\mathbf {m} \in \mathbb {Z} ^{n}-\{0\}}{\frac {S_{\mathbf {m} }}{\mathbf {m} \cdot {\boldsymbol {\omega }}(\mathbf {J} )}}e^{i\mathbf {m} \cdot {\boldsymbol {\theta }}}}
という形に表示される。係数 {\displaystyle S_{\mathbf {m} }} は、例えば摂動の1次では摂動ハミルトニアン {\displaystyle H_{1}} のフーリエ級数表示
{\displaystyle H_{1}(\mathbf {J} ,{\boldsymbol {\theta }})=\sum _{\mathbf {m} \in \mathbb {Z} ^{n}}h_{\mathbf {m} }(\mathbf {J} )e^{i\mathbf {m} \cdot {\boldsymbol {\theta }}}}
に現れる係数 {\displaystyle h_{\mathbf {m} }} に等しい。ところが一般に {\displaystyle |\mathbf {m} \cdot {\boldsymbol {\omega }}(\mathbf {J} )|} は整数ベクトル {\displaystyle \mathbf {m} } を適切に選べば任意に小さな値を取ることができ、特に {\displaystyle {\boldsymbol {\omega }}(\mathbf {J} )} が通約可能な場合にはあるゼロでない {\displaystyle \mathbf {m} } に対して
{\displaystyle \mathbf {m} \cdot {\boldsymbol {\omega }}(\mathbf {J} )=0}
が成立する。このときこのフーリエ級数は収束せず、従って摂動展開が意味をなさなくなる。これが小分母の問題 (small divisors problem) である。ポアンカレの定理は小分母の問題と密接に関係しており、作用変数 {\displaystyle \mathbf {J} } のうち、{\displaystyle n-1} 個の一次独立なベクトル {\displaystyle \mathbf {k} _{s}\in \mathbb {Z} ^{n}} ({\displaystyle s=1,2,\cdots ,n-1}) が存在し、{\displaystyle h_{\mathbf {k} _{s}}(\mathbf {J} )\neq 0} かつ
{\displaystyle \mathbf {k} _{s}\cdot {\boldsymbol {\omega }}(\mathbf {J} )=0}
を満足するものの全体をポアンカレ集合と呼ぶ。
以上の準備のもとで、ポアンカレの定理は次のことを主張する。

領域 {\displaystyle D\subset \mathbb {R} ^{n}} とトーラス {\displaystyle \mathbb {T} ^{n}} の直積 {\displaystyle M=D\times \mathbb {T} ^{n}} を位相空間とする可積分系 {\displaystyle H_{0}} (その作用・角変数を {\displaystyle (\mathbf {J} ,{\boldsymbol {\theta }})} とする) がツイスト条件（非退化の条件）
{\displaystyle \mathrm {det} \,\left({\frac {\partial ^{2}H_{0}}{\partial J_{i}\partial J_{j}}}\right)\neq 0}
を満たすと仮定する。パラメータ {\displaystyle \epsilon } に解析的に依存する近可積分系
{\displaystyle H(\mathbf {J} ,{\boldsymbol {\theta }},\epsilon )=H_{0}(\mathbf {J} )+\epsilon H_{1}(\mathbf {J} ,{\boldsymbol {\theta }})+\epsilon ^{2}H_{2}(\mathbf {J} ,{\boldsymbol {\theta }})+\cdots }
について、そのポアンカレ集合が {\displaystyle D} で稠密であるならば、この系にはハミルトニアンと独立な運動の積分
{\displaystyle \Phi (\mathbf {J} ,{\boldsymbol {\theta }},\epsilon )=\Phi _{0}(\mathbf {J} ,{\boldsymbol {\theta }})+\epsilon \Phi _{1}(\mathbf {J} ,{\boldsymbol {\theta }})+\epsilon ^{2}\Phi _{2}(\mathbf {J} ,{\boldsymbol {\theta }})+\cdots }
で各係数 {\displaystyle \Phi _{s}} が作用・角変数 {\displaystyle (\mathbf {J} ,{\boldsymbol {\theta }})} の解析的な関数であるようなものは存在しない。

ポアンカレの定理は多自由度の近可積分系には一般に摂動パラメータに解析的に依存する非自明な積分が存在しないこと、あるいは可積分系は摂動パラメータ {\displaystyle \epsilon } に関して連続的には存在し得ないことを示している。ただし具体的に与えられた系にポアンカレの定理が適用可能かどうかを判定することは、その仮定が成立するか検討する必要があり、困難であることが多い。例えば円制限平面三体問題は、ケプラーの法則に従い円運動する二天体がつくる重力場中を運動する同一の軌道面内の粒子の運動を問うものであり、そのハミルトニアンは二体の質量比 {\displaystyle \epsilon =m_{2}/(m_{1}+m_{2})} を用いて
{\displaystyle H={\frac {1}{2}}(p_{x}^{2}+p_{y}^{2})-p_{x}y+p_{y}x-{\frac {1-\epsilon }{\sqrt {(x+\epsilon )^{2}+y^{2}}}}-{\frac {\epsilon }{\sqrt {(x-1+\epsilon )^{2}+y^{2}}}}}
と書ける。これは質量比 {\displaystyle \epsilon } を摂動パラメータとみなすとき第一体がつくる重力場中のケプラー運動という可積分系に摂動が加わったものと解釈できる。ポアンカレの定理は（技術的な工夫を要するものの）円制限平面三体問題に対して適用可能であり、ブルンスの定理と併せて三体問題の非可積分性（従って求積不可能性）を示すものとみなされている。

## 歴史
アイザック・ニュートンらによって古典力学が定式化されると月の運動などへの興味から三体問題は詳細な研究対象となり、18世紀および19世紀を通じてオイラー積分（エネルギー、全運動量、全角運動量、重心運動）以外の運動の積分を見出す試みが継続された。しかしこれらの試みはすべて失敗し、本定理に先行する1887年に Heinrich Bruns によって三体問題には座標、運動量、時刻の代数関数として表される運動の積分はオイラー積分以外に存在しないことが示された。ただしこのブルンスの定理は対象が代数関数に限定されているため、三体問題の求積不可能性を示すためには十分ではなかった。
アンリ・ポアンカレは、スウェーデン王オスカル2世による三体問題に関する国際コンペティションに応募した研究の中で、ホモクリニック軌道の発見（これはカオスの最初の発見とみなされている）、リンドステット級数（Poincaré–Lindstedt method）が発散すること、といった成果とともに制限三体問題の求積不可能性を示す本定理に到達し、1890年に出版された研究報告の中でこの定理について述べている。また1892年に出版された著書 Les méthodes nouvelles de la mécanique céleste の第一巻で詳しい証明を与えた。なおポアンカレはこのコンペティションでメダルを獲得しているが、メダル獲得が決定した最初の研究成果には深刻な誤りがあり、それを受けて最終的な研究報告は大きく修正されているが、修正前の成果に既に本定理は含まれている。
ポアンカレの定理は原理的に求積不可能な物理系の存在を知らしめ、運動方程式の解を求めるというそれまでの力学の中心的な研究手法から、より定性的な方向の研究を促した。ポアンカレはその後の研究の中で周期解の存在に関連して現在位相幾何学として知られる考え方を導入し、またジョージ・デビット・バーコフらによって受け継がれることになる力学系の理論を創始した。

## KAM定理
1954年にアンドレイ・コルモゴロフによってその主張と証明のアイデアが提示され、1960年代にウラジーミル・アーノルドとユルゲン・モーザーによって証明が完遂されたKAM定理は、ポアンカレの定理と同じく可積分系に摂動が加わったときの系の挙動を述べたものである（そしてやはり小分母の問題と関係している）。KAM定理は、可積分系において存在したトーラスは摂動を受けてもその大部分が生き残り、従って近可積分系にもまたトーラスが存在することを主張する。これはある意味で摂動後の系にも運動の積分が存在することを意味するが、ただしそれを作用変数 {\displaystyle \mathbf {J} } について解析的な関数によって表現することはできず、従ってKAM定理はポアンカレの定理と矛盾するものではない。